# Darolutamide
Le darolutamide est une hormonothérapie de nouvelle génération, un inhibiteur des récepteurs aux androgènes utilisé dans le traitement du cancer de la prostate. Il est indiqué chez l’homme adulte au stade de résistance à la castration non métastatique et au stade hormonosensible métastatique.
En inhibant les récepteurs aux androgènes, le darolutamide réduit la prolifération des cellules prostatiques cancéreuses, lui conférant une puissante activité antitumorale,.
La molécule a été développée et est commercialisée au niveau international sous le nom de NUBEQA® dans le cadre d’un accord exclusif entre Bayer et Orion. L'exploitant en France est le laboratoire BAYER HEALTHCARE SAS.

## Présentation
NUBEQA® (darolutamide) est disponible sous forme de comprimés pelliculés dosés à 300 mg. Chaque boîte contient 112 comprimés pelliculés, répartis en 7 plaquettes de 16 comprimés chacune. Les comprimés sont blanc à blanc cassé, de forme ovale, de 16 mm de long sur 8 mm de large, portant l’inscription « 300 » sur une face et « BAYER » sur l’autre.

## Indications, contre-indications et place dans la stratégie thérapeutique

### Indications thérapeutiques
NUBEQA® (darolutamide) est indiqué chez l’homme adulte dans le traitement du :
- cancer de la prostate résistant à la castration non métastatique (CPRCnm) pour les patients ayant un risque élevé de développer une maladie métastatique ;
- cancer de la prostate hormonosensible métastatique (CPHSm) en association avec le docétaxel et un traitement par suppression androgénique.

### Contre-indications
NUBEQA® (darolutamide) est contre-indiqué en cas d’hypersensibilité à la substance active ou à l’un des excipients et chez les femmes enceintes ou susceptibles de débuter une grossesse.

### Place dans la stratégie thérapeutique
La Commission de la Transparence de la Haute Autorité de Santé (HAS) considère que :
- Dans l’indication CPRCnm, NUBEQA® (darolutamide) est un traitement de première intention dans le cancer de la prostate, dès résistance à la castration, en l’absence de métastases, chez les patients à haut risque, défini par un temps de doublement de l’antigène spécifique de la prostate (PSA-DT) ≤ 10 mois. Une suppression androgénique doit être maintenue tout au long du traitement. Il n’est pas possible de positionner NUBEQA® (darolutamide) vis-à-vis des deux autres anti-androgènes XTANDI® (enzalutamide) ou ERLEADA® (apalutamide) dans cette indication faute de données comparatives directes en raison d’un co-développement. Toutefois, la Commission considère que le choix entre ces trois inhibiteurs des récepteurs aux androgènes doit prendre en compte le niveau de démonstration de chaque molécule, son profil de tolérance et d’interactions médicamenteuses ainsi que les préférences des patients[2].
- Dans l’indication CPHSm, NUBEQA® (darolutamide) est une option de traitement de première ligne indiquée en association au docétaxel et la suppression androgénique (ADT) pour le traitement des patients adultes atteints d’un cancer de la prostate métastatique hormonosensible (CPHSm). En l’absence de données comparatives robustes, la place de NUBEQA® (darolutamide) versus les autres options thérapeutiques disponibles en première ligne, à savoir l’enzalutamide, l’apalutamide ou l’acétate d’[abiratérone] (en association avec la prednisone ou la prednisolone), ne peut être précisée[3].

## Posologie et mode d'administration
La dose recommandée est de 600 mg de darolutamide (2 comprimés de 300 mg) deux fois par jour, soit une dose journalière totale de 1 200 mg.
NUBEQA® doit être administré par voie orale. Les comprimés doivent être avalés entiers au cours d’un repas.
L’administration de NUBEQA® doit être poursuivie selon le schéma recommandé jusqu’à la progression de la maladie ou l’apparition d’une toxicité inacceptable.
NUBEQA® est indiqué en association avec un traitement par suppression androgénique :
- castration médicale par un analogue de l’hormone de libération des gonadotrophines hypophysaires (LH-RH), maintenue pendant la durée du traitement ;
- ou castration chirurgicale.

Les patients atteints de cancer de la prostate hormonosensible métastatique (CPHSm) doivent débuter NUBEQA® en association avec le docétaxel (75 mg/m2 toutes les 3 semaines pendant 6 cycles avec la prednisone ou la prednisolone orale administrée en continu, à raison de 5 mg deux fois par jour),.

## Particularités pharmacologiques

### Faible probabilité de passage de la barrière hémato-encéphalique
La structure moléculaire unique du darolutamide, distincte des autres molécules de sa classe (enzalutamide et apalutamide), lui confère une faible probabilité de passage de la barrière hémato-encéphalique, filtre physiologique extrêmement sélectif protégeant le système nerveux central.
Dans les études précliniques, la darolutamide a montré un passage de la barrière hémato-encéphalique de 8 % dans un modèle de rat versus 81 % et 85 % pour l’enzalutamide et l’apalutamide, respectivement. Dans un modèle de souris, le rapport entre la concentration dans le cerveau et la concentration dans le plasma était de 3 % pour le darolutamide versus 27 % et 62 % pour l’enzalutamide et l’apalutamide, respectivement,.
Par ailleurs, une étude de phase 1 a montré que le darolutamide n’entraînait pas de diminution significative du débit sanguin cérébral dans les régions liées à la cognition, contrairement à l’enzalutamide.

### Faible potentiel d’interactions médicamenteuses
NUBEQA® (darolutamide) possède un faible potentiel d’interactions médicamenteuses avec les traitements généralement utilisés pour traiter les comorbidités du cancer de la prostate.
Le darolutamide est :
- un substrat du CYP3A4, de la BCRP, de l’UGT1A9 et de la P-gp,
- un inhibiteur de la BCRP, de l’OATP1B1 et de l’OATP1B3,
- et un faible inducteur du CYP3A4[1].

L'utilisation concomitante de NUBEQA® (darolutamide) :
- n'est pas recommandée, sauf en l'absence d'alternative thérapeutique, avec les inducteurs puissants et modérés du CYP3A4 et de la P-gp (ex. carbamazépine, phénobarbital, millepertuis, phénytoïne et rifampicine) ;
- est à éviter, dans la mesure du possible, avec les substrats de la BCRP, de l’OATP1B1 et de l’OATP1B3 (ex. méthotrexate, sulfasalazine, fluvastatine, atorvastatine, pitavastatine). L’administration concomitante de rosuvastatine doit être évitée, sauf en l’absence d’alternative thérapeutique ;
- est à considérer avec précautions en cas d'association d’un inhibiteur de la P-gp et d’un inhibiteur puissant du CYP3A4 (ex. itraconazole, inhibiteur puissant du CYP3A4, de la P-gp et de la BCRP).

Aucune interaction médicamenteuse cliniquement significative n'a été constatée avec :
- les inhibiteurs de l’UGT1A9, du CYP3A4, de la P-gp ou de la BCRP ; les substrats de la P-gp (ex. digoxine, vérapamil, nifédipine, dabigatran étexilate) ;
- les substrats du CYP3A4 (ex. warfarine, L-thyroxine, oméprazole, midazolam) ;
- le docétaxel.

## Mécanisme d’action
Le darolutamide agit en se liant directement et avec une forte affinité au domaine de liaison du ligand du récepteur aux androgènes. Il inhibe de façon compétitive la liaison des androgènes, leur translocation nucléaire, ainsi que la transcription médiée par les récepteurs aux androgènes,.
Dans le traitement du cancer de la prostate, NUBEQA® (darolutamide) réduit la prolifération des cellules cancéreuses, lui conférant une puissante activité antitumorale,.

## Études cliniques
L’efficacité et la sécurité de NUBEQA® (darolutamide) ont été établies dans le cadre de trois études de phase III multicentriques, randomisées, contrôlées versus placebo chez des hommes adultes atteints de cancer de la prostate résistant à la castration non métastatique (CPRCnm ; étude ARAMIS,) et de cancer de la prostate hormonosensible métastatique (CPHSm ; études ARASENS et ARANOTE).

### Étude ARAMIS (2019/2020): NUBEQA®(darolutamide) en doublet dans le CPRCnm
ARAMIS est une étude de phase III multicentrique, prospective, randomisée, en double aveugle, contrôlée versus placebo ayant inclus 1 509 patients présentant un cancer de la prostate résistant à la castration non métastatique (CPRCnm), avec un risque élevé de développer une maladie métastatique, défini par un temps de doublement de l’antigène spécifique de la prostate (PSA) inférieur ou égal à 10 mois,.
L’objectif de l’étude était d’évaluer l’efficacité et la tolérance de NUBEQA® (darolutamide) en association avec un traitement par suppression androgénique (doublet),.
Les résultats ont montré une amélioration de la survie sans métastase (+ 58,7 % ; critère principal d’évaluation) et de la survie globale (+ 31,5 %), une prolongation du délai jusqu’à progression de la douleur (+ 35,3 %), jusqu’à l’instauration du traitement antinéoplasique ultérieur (+ 42,1 %) et jusqu’au premier événement osseux symptomatique (+ 51,6 %) versus placebo et traitement par suppression androgénique,.
Le profil de tolérance de NUBEQA® (darolutamide) était globalement comparable versus placebo et traitement par suppression androgénique,.

### Étude ARASENS (2022): NUBEQA®(darolutamide) en triplet dans le CPHSm
ARASENS est une étude de phase III multicentrique, prospective, randomisée, en double aveugle, contrôlée versus placebo ayant inclus 1 306 patients présentant un cancer de la prostate hormonosensible métastatique (CPHSm).
L’objectif de l’étude était d’évaluer l’efficacité et la tolérance de NUBEQA® (darolutamide) en association avec le docétaxel et un traitement par suppression androgénique (triplet).
Les résultats ont montré une amélioration de la survie globale (+ 32,5 % ; critère principal d’évaluation) et de la survie sans événement osseux symptomatique (+ 39,1 %), une prolongation du délai jusqu’à la survenue d’une résistance à la castration (+ 64,3 %), jusqu’à la progression de la douleur (+ 20,8 %), jusqu’au premier événement osseux symptomatique (+ 28,8 %) et jusqu’à l’instauration du traitement antinéoplasique ultérieur (+ 61,2 %) versus placebo, docétaxel et traitement par suppression androgénique.
Le profil de tolérance de NUBEQA® (darolutamide) était globalement comparable versus placebo, docétaxel et traitement par suppression androgénique.

### Étude ARANOTE (2024): NUBEQA®(darolutamide) en doublet dans le CPHSm(demande d’AMM en cours)
ARANOTE est une étude de phase III multicentrique, prospective, randomisée, en double aveugle, contrôlée versus placebo ayant inclus 669 patients présentant un cancer de la prostate hormonosensible métastatique (CPHSm).
L’objectif de l’étude était d’évaluer l’efficacité et la tolérance de NUBEQA® (darolutamide) en association avec un traitement par suppression androgénique (doublet).
Les résultats ont montré une amélioration de la survie sans progression radiographique (+ 46 % ; critère principal d’évaluation) et de la survie globale (+ 19% ; données immatures), une prolongation du délai jusqu’à la survenue d’une résistance à la castration (+ 60 %), jusqu’à progression du taux de PSA (+ 69%), jusqu’à l’instauration du traitement antinéoplasique ultérieur (+ 60%) et jusqu’à la progression de la douleur (+ 28 %) versus placebo et traitement par suppression androgénique. Par ailleurs, la proportion de patients avec un taux de PSA indétectable (< 0,2 ng/mL) était multipliée par 3,4 versus placebo et traitement par suppression androgénique.
Le profil de tolérance de NUBEQA® (darolutamide) était globalement comparable versus placebo et traitement par suppression androgénique.

## Tolérance
Les effets indésirables rapportés chez les patients atteints de CPRCnm ayant reçu le darolutamide en association avec un traitement de suppression androgénique (doublet) dans le cadre de l’étude ARAMIS étaient :
- très fréquents (≥ 1/10) : fatigue/états asthéniques, diminution du nombre de neutrophiles, augmentation de la bilirubine sanguine, augmentation de l’aspartate aminotransférase (ASAT) ;
- fréquents (≥ 1/100 à < 1/10) : cardiopathie ischémique, insuffisance cardiaque, éruption cutanée, douleurs dans les extrémités, douleur musculosquelettique, fractures.

Les effets indésirables rapportés chez les patients atteints de CPHSm ayant reçu le darolutamide en association avec un traitement de suppression androgénique et le docétaxel (triplet) dans le cadre de l’étude ARASENS étaient :
- très fréquents (≥ 1/10) : hypertension, éruption cutanée, diminution du nombre de neutrophiles, augmentation de la bilirubine sanguine, augmentation de l’alanine aminotransférase (ALAT), augmentation de l’aspartate aminotransférase (ASAT) ;
- fréquents (≥ 1/100 à < 1/10) : fractures, gynécomastie.

## Précautions d’emploi
Des précautions sont nécessaires en cas :
- d'insuffisance rénale sévère et d’insuffisance hépatique modérée à sévère : la dose d’instauration recommandée est de 300 mg deux fois par jour. L’apparition d’effets indésirables doit être étroitement surveillée chez ces patients ;
- d'antécédent récent de maladies cardiovasculaires (accident vasculaire cérébral, infarctus du myocarde...) : les affections cardiovasculaires doivent être traitées conformément aux recommandations thérapeutiques en vigueur ;
- d’hépatoxicité (anomalies des tests de la fonction hépatique évocatrices d’une atteinte hépatique médicamenteuse idiosyncrasique) : le traitement doit être arrêté ;
- d’utilisation concomitante avec certains médicaments : L’utilisation d’inducteurs puissants du CYP3A4 et de la P-gp n’est pas recommandée, sauf en l’absence d’alternative thérapeutique. L’apparition d’effets indésirables associés aux substrats de la BCRP, de l’OATP1B1 et de l’OATP1B3 doit être surveillée. L’administration concomitante de rosuvastatine doit être évitée, sauf en l’absence d’alternative thérapeutique ;
- d’antécédents ou de facteurs de risque d’allongement de l’intervalle QT et d’utilisation concomitante de médicaments susceptibles d’allonger l’intervalle QT : les médecins doivent évaluer le rapport bénéfice/risque en prenant en compte le risque de torsades de pointes avant l’instauration du traitement.

## Service médical rendu (SMR) et amélioration du service médical rendu (ASMR)

### SMR
Le service médical rendu (SMR) est important dans les deux indications de NUBEQA® (darolutamide),.

### ASMR
La Commission de la Transparence de la Haute Autorité de Santé (HAS) considère que NUBEQA® (darolutamide) apporte une amélioration du service médical rendu modérée (ASMR III), comme XTANDI® (enzalutamide) ou ERLEADA® (apalutamide), dans la stratégie de traitement du cancer de la prostate résistant à la castration non métastatique (CPRCnm) et du cancer de la prostate hormonosensible métastatique (CPHSm),.

## Conditions de prescription et de délivrance
NUBEQA® (darolutamide) est soumis à prescription médicale et ne peut être délivré que pour la durée de traitement mentionnée sur l'ordonnance (inscription sur liste I). Sa prescription initiale hospitalière annuelle est réservée aux spécialistes en oncologie ou aux médecins compétents en cancérologie. Son renouvellement n’est pas restreint.
Les deux indications de NUBEQA® (darolutamide) sont remboursées par la Sécurité sociale à 100 % et agréées aux collectivités.